# Jerzy Neyman

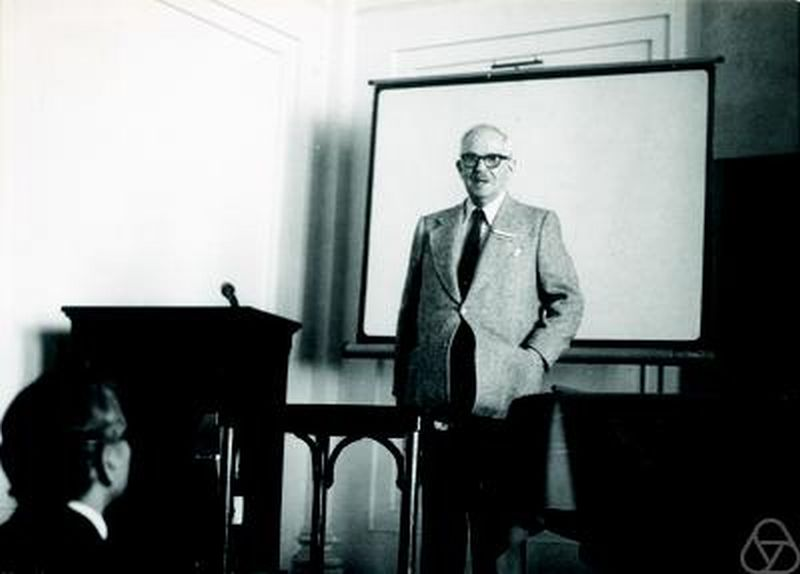
Neyman in Warschau (1973)

Jerzy Neyman, auch Jerzy Spława-Neyman (* 16. April 1894 in Bendery, Russisches Reich; † 5. August 1981 in Oakland, Kalifornien), war ein polnisch-US-amerikanischer Mathematiker und Autor wichtiger statistischer Bücher. Das Neyman-Pearson-Lemma und der Neyman-Pearson-Test sind nach ihm benannt.

## Leben
Neyman war der Sohn eines Anwalts (Czeslaw Neyman). Da er zwar aus einer polnischen Familie stammte, aber im Russischen Reich (auf der Krim) aufwuchs, waren seine russifizierten Vornamen Juri Tscheslawowitsch. Schon als Gymnasiast sprach er neben Polnisch, Russisch und Ukrainisch auch Französisch und Deutsch. 1906 zog die Familie nach dem Tod des Vaters zu Verwandten der Mutter nach Charkow in der heutigen Ukraine, wo er ab 1912 an der Universität Physik und Mathematik studierte. Die Lektüre der Vorlesungen über Integration von Henri Lebesgue ließ ihn endgültig zur Mathematik wechseln und er schrieb darüber 1915 seine erste Arbeit, die die Goldmedaille der Universität gewann. Nach Vorlesungen von Sergei Natanowitsch Bernstein befasste er sich auch schon mit Wahrscheinlichkeitstheorie.
Nach seinem Universitätsabschluss 1917 lehrte er an der Universität Charkow, unterbrochen von Aufenthalten auf der Krim zur Genesung seiner Tuberkulose. 1920 heiratete er eine Russin, musste aber aufgrund des Polnisch-Sowjetischen Krieges als Pole vorübergehend das Land verlassen, nachdem er einige Wochen inhaftiert war. In Polen arbeitete er als Statistiker an einem landwirtschaftlichen Institut in Bromberg und in Warschau am Meteorologischen Institut. Gleichzeitig wurde er 1923 Assistent an der Universität von Warschau, wo er 1924 über statistische Versuchsplanung in der Landwirtschaft bei Waclaw Sierpinski und Stefan Mazurkiewicz promoviert wurde. Es folgten Aufenthalte in London 1925 mit einem Rockefeller-Stipendium bei Karl Pearson und 1926/27 in Paris bei Émile Borel (er hörte auch bei Lebesgue und Jacques Hadamard). In London lernte er Egon Pearson kennen, mit dem er in der Folgezeit eng zusammenarbeitete. 1927 kehrte er nach Polen zurück, habilitierte sich, lehrte als Dozent und gründete dort ein biometrisches Labor. 1934 trat er eine feste Stelle am University College London an, wo inzwischen Egon Pearson die Nachfolge seines Vaters angetreten hatte. Nachdem es am University College zu Spannungen zwischen Neyman und Ronald Fisher gekommen war, ging Neyman (obwohl Egon Pearson ihn halten wollte) nach einer Reihe von Gastvorlesungen in den USA 1937 im Jahr 1938 als Dozent nach Berkeley, wo er bis an sein Lebensende blieb. In Berkeley baute er eine international führende Schule mathematischer Statistik auf, die dort 1955 eine eigene Fakultät erhielt.

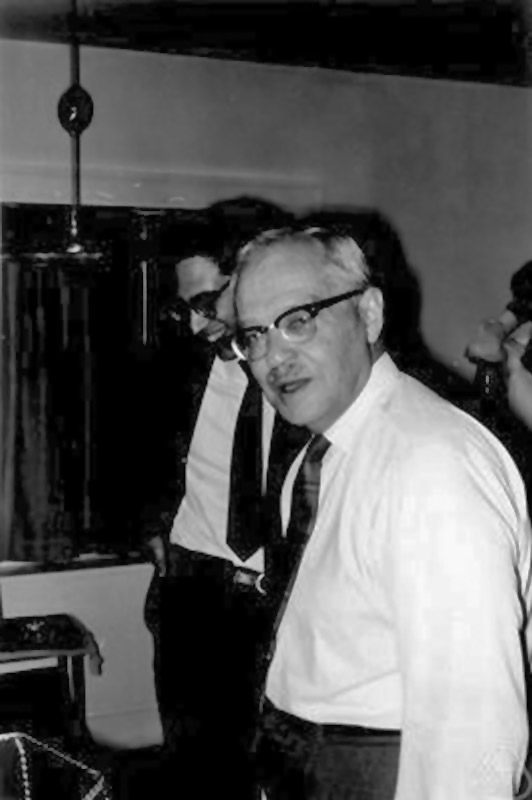
Jerzy Neyman, Berkeley 1969

1954 hielt er einen Plenarvortrag auf dem Internationalen Mathematikerkongress in Amsterdam (Current Problems in Mathematical Statistics).

## Ehrungen
Für seine Arbeiten wurde er 1966 von der Royal Statistical Society mit der Guy-Medaille in Gold ausgezeichnet. 1968 erhielt er den Wilks Award der American Statistical Society. Seit 1974 war er Ehrenmitglied der London Mathematical Society, seit 1963 Mitglied der National Academy of Sciences, seit 1976 Mitglied der American Academy of Arts and Sciences und seit 1979 Mitglied der Royal Society. 1969 wurde er mit der National Medal of Science ausgezeichnet.
Der Asteroid (29447) Jerzyneyman wurde nach ihm benannt.

## Schriften
- mit Egon Pearson: Joint statistical papers. Cambridge University Press 1966.
- Selection of early statistical papers of J.Neyman. University of California Press 1967.
- First Course in Probability and Statistics. Holt, New York 1950.
- mit Grace Bates: Contributions to the theory of accident proneness. University of California Press 1952
- als Herausgeber: Proceedings of the Berkeley Symposium on Mathematical Statistics and Probability. University of California Press, 1949 (erstes Symposium 1945/6), 1951 (2. Symposium 1950), 1956 (3. Symposium 1954/55, 5 Bände), 1961 (4. Symposium 1960, 4 Bände), 1967 (5. Symposium 1965/6, 5 Bände), 1972 (6. Symposium 1970/71, 6 Bände)
- als Herausgeber: The heritage of Copernicus- theories pleasing the mind. MIT Press, 1974.